# Sacara (instrumento)

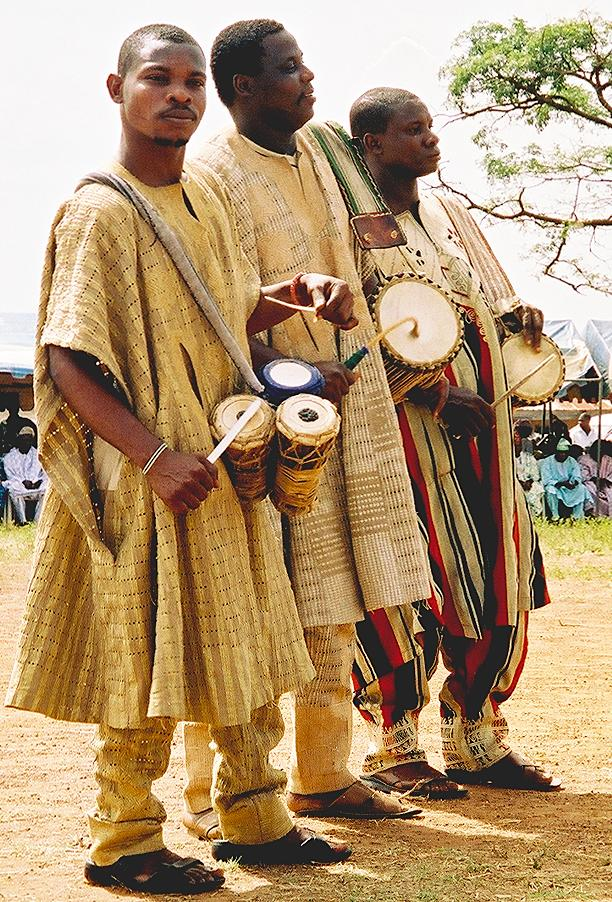
Bateristas iorubás: o mais próximo detêm o sacara e batá, os outros dois dunduns

Sacara (em iorubá: sakara) é um instrumento de percussão comum das músicas iorubá e hauçá da Nigéria. Consiste em instrumento feito de barro e coberto com pele de cabra e que é tocado com baqueta. Forma, com o batá, dundum e ogibo, os "tambores falantes". Também tem família própria de tambores, chamados iá ilu (tambor mãe), omelê acô, omelê abô e omelê "corda", que juntos criam estilo rítmico específico.